# CHOP化疗方案

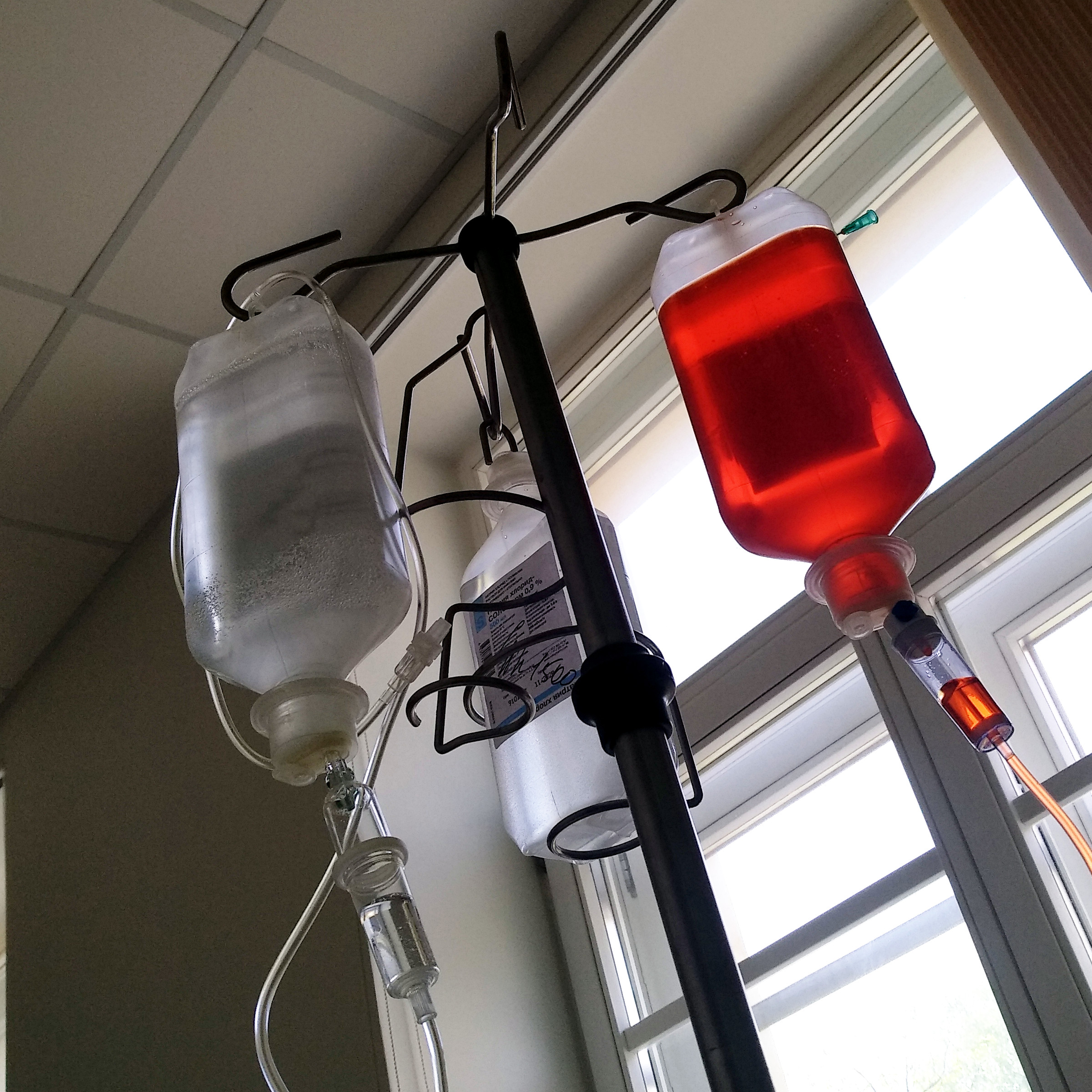
R-CHOP化疗方案中首日注射的利妥昔单抗（R），环磷酰胺（C），多柔比星（H），长春新碱（O）四种注射液。红色注射液为多柔比星，是毒性最大的成分。剩余的泼尼松龙（P）可以在接下来的四日或五日内注射或口服给药。

CHOP化疗方案是一种常见的用于非霍奇金氏淋巴瘤的联合化学治疗方法。CHOP 中的四个字母分别代表一种化疗药物：
环磷酰胺（Cyclophosphamide）：通过交联和烷化 DNA 上的碱基，阻碍 DNA 的复制和 RNA 的合成；
多柔比星（Hydroxydaunorubicin）：抑制二型拓扑异构酶的活性，使 DNA 超螺旋无法松弛，从而阻碍 DNA 复制；
长春新碱（Oncovin）：结合微管蛋白从而使微管解聚，阻碍细胞分裂时的纺锤体正常形成；
泼尼松/泼尼松龙（Prednisone/Prednisolone）：糖皮质激素类的淋巴细胞抑制药物。
CHOP 化疗方案在弥漫大B细胞淋巴瘤中的应用尤为重要。随着单抗药物的发展，在治疗 B细胞来源的淋巴瘤时，可能会在上述四种药物的基础上增加利妥昔单抗（抗 CD20），这样的化疗方案变体通常被称为 R-CHOP 化疗方案。将多柔比星替换为另一种拓扑异构酶抑制剂依托泊苷（Eposin）并顺次给药的治疗方案被称为 R-EPOCH，这一名称也可能代指在 R-CHOP 基础上联用依托泊苷的方案，也被称为 R-CHOEP。

## 方案设计
| 方案组成            | R-CHOP            | R-miniCHOP | R-Maxi-CHOP | 给药途径 | 给药时间 |
| ------------------- | ----------------- | ---------- | ----------- | -------- | -------- |
| 利妥昔单抗(R)       | 375 mg/m2         | 375 mg/m2  | 375 mg/m2   | 静脉滴注 | 首日     |
| 环磷酰胺(C)         | 750 mg/m2         | 400 mg/m2  | 1200 mg/m2  | 静脉滴注 | 首日     |
| 多柔比星(H)         | 40-50 mg/m2       | 25 mg/m2   | 75 mg/m2    | 静脉推注 | 首日     |
| 长春新碱(O)         | 1.4 mg/m2 (≤2 mg) | 1 mg       | 2 mg        | 静脉推注 | 首日     |
| 泼尼松或泼尼松龙(P) | 100mg             | 40 mg/m2   | 100 mg      | 每日口服 | 1-5 日   |
| 疗程                | 14 天或 21 天     | 21 天      | 21 天       |          |          |

除个别侵袭程度高的类型外，R-CHOP 方案通常是非霍奇金氏淋巴瘤的一线治疗方案。相较于标准的 R-CHOP 方案，减剂量的 R-miniCHOP 的毒性和不良反应程度较低，适用于老年（> 80 周岁）的弥漫大 B 细胞淋巴瘤患者。R-Maxi-CHOP 用于结合 R-HDAC 方案（利妥昔单抗结合高剂量阿糖胞苷）交替治疗套细胞淋巴瘤，这一交替组合的方案也被称为 Nordic 方案

## 用法说明
化疗药物同时对正常细胞和肿瘤细胞造成损伤，但正常细胞修复这类损伤的能力比肿瘤细胞更强。
对于 B 细胞来源的淋巴瘤，CHOP 方案通常联用利妥昔单抗进行治疗，即所谓的 R-CHOP 方案。2002 年的一项双盲临床试验发现，在老年弥漫大 B 细胞淋巴瘤患者中，R-CHOP 的完全缓解率（CR）优于 CHOP 方案（76% vs 63%）。典型的 CHOP 疗程为 2 周 或 3 周（分别被称为 CHOP-14 和 CHOP-21），一般每三个疗程后进行一次 CT 扫描，检查肿瘤分期，以判断治疗方案是否有效。
对于有心血管病史的患者，考虑到心脏毒性风险，通常从方案中撤去多柔比星，这种联合疗法常被称为 COP 或 CVP。对于老年患者，可以通过减少药物剂量的方式来降低药物毒性的影响，这种减量的方案也被称为 miniCHOP。

## 不良反应
病人一般对该疗法耐受良好。常见的不良反应包括化疗相关的恶心呕吐，可能需要患者服用止吐剂（如昂丹司琼）。美司钠通常与环磷酰胺同时使用，作为预防出血性膀胱炎的辅助药物。脱发也较为多见。
治疗第二周可能出现中性粒细胞减少。此时医生多建议使用非格司亭（粒细胞刺激剂）或预防性使用环丙沙星来避免感染。期间出现发热症状时，应当密切关注患者血象，避免发热性中性粒细胞减少症的发生和快速进展。
肿瘤溶解综合征是化疗患者体内肿瘤细胞短期内大量死亡时释放细胞内容物的反应。通常医生会同时使用别嘌呤来预防溶瘤时可能出现的的高尿酸血症。